# PRYME GALLERY みなとみらい

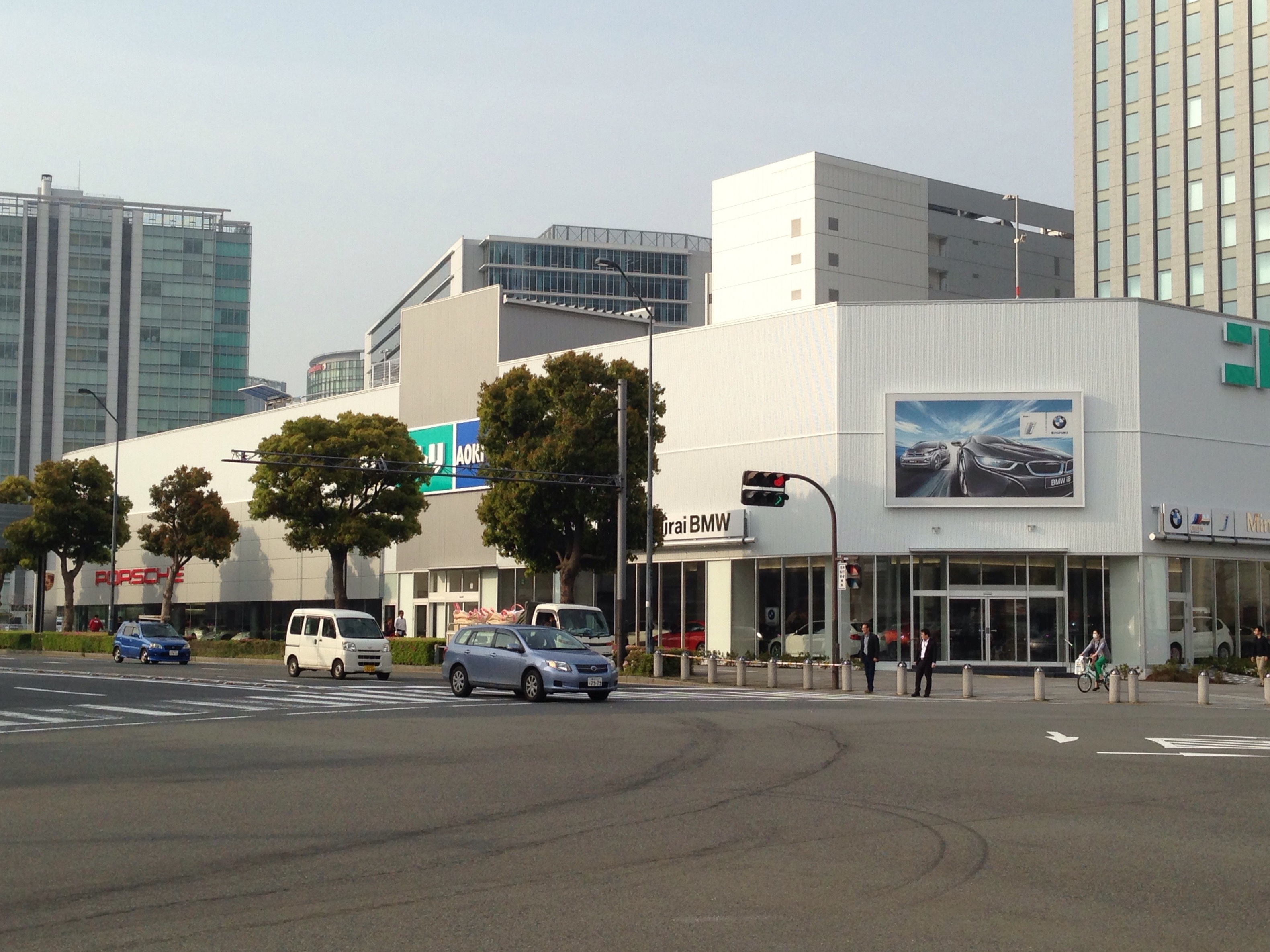
自動車ショールームがある建物西側（2014年4月撮影）

PRYME GALLERY みなとみらい（プライムギャラリーみなとみらい）は、神奈川県横浜市西区みなとみらいにある商業施設。

## 概要
自動車ショールームとその他の商業店舗からなる2階建ての商業施設で、建物はみなとみらい大通りに面している。2014年4月4日に開業した。当施設は恒久施設ではなく、10年間の予定で開設された暫定施設となっている（#建設までの経緯も参照）。
自動車ショールームとして、3つの輸入車ブランド「ポルシェ・BMW・MINI」を展開（後述の通り2020年代に入ってから他施設への移転が行われている）。中でもBMWは国内最大級のショールームで、サービス工場も併設しており、各ショールームのサービスカウンターにて該当ブランド車の修理やメンテナンスを受け付けている。なお、BMWのショールームでは正式開業に先立って、2013年10月より「みなとみらい店（暫定ショールーム）」を横浜市磯子区にオープンしていた。
その他の商業店舗として、1階には紳士服のAOKI、2階には家具・インテリアのニトリが入っている。
下記の経緯により、不動産会社の岡田ビルが開発を手がけている。

### 建設までの経緯
当施設が立地するみなとみらい地区の43街区南区画では元々、独立行政法人都市再生機構（UR都市機構）から土地を取得したモリモトによってオフィスビル「コンカードみなとみらい」が計画され、2008年6月に着工した。しかし、同年11月にモリモトが民事再生法の適用申請を行ったことで、基礎部分の工事などは既に一部終了していたが、そのまま開発が中断（事実上の中止）された。
以降、工事途中の状態で2年近く放置されていたが、2010年9月にはフードテーマパーク「自由が丘スイーツフォレスト」などを手がける岡田不動産が土地を取得し、以下のいずれかの計画で2011年3月以降に着工すると発表した。
- モリモトの計画を引き継いだオフィスビル
- 2階建ての暫定商業施設

2012年には「MM43街区計画」として大成建設が基礎工事部分の埋め戻し作業を行っている。そして、2013年3月に岡田不動産の関連会社である岡田ビルが自動車修理工場（物品販売等店舗、車庫含む）の新築申請を横浜市に行い、同年6月には大成建設の施行でようやく「2階建ての暫定商業施設」として当施設の着工に至った。

## テナント
営業に関する詳細は各テナントの公式ページを参照。

### 自動車ショールーム
- ポルシェセンターみなとみらい 認定中古車センター

ディーラー：インプロブ（モトーレンニイガタ、SKYグループ）
サービス工場も設置。元々あった「ポルシェセンターみなとみらい」は2022年5月20日にウェスティンホテル横浜（44街区南区画/みなとみらい大通りを挟んで向かい側）の1階に移転し、既存の当ショールームは「認定中古車センター」に変更。
- Minato-Mirai BMW / 認定中古車「BMW Premium Selection みなとみらい」

ディーラー：ウエインズインポートカーズ（横浜トヨペット）
サービス工場も設置。ウェスティンホテル横浜に隣接する暫定施設「LIVINGTOWNみなとみらい」（44街区北区画）に今後移転予定。
- MINI みなとみらい / 認定中古車「MINI NEXT みなとみらい」

ディーラー：ウエインズインポートカーズ
サービス工場も設置。同じく「LIVINGTOWNみなとみらい」に今後移転予定。

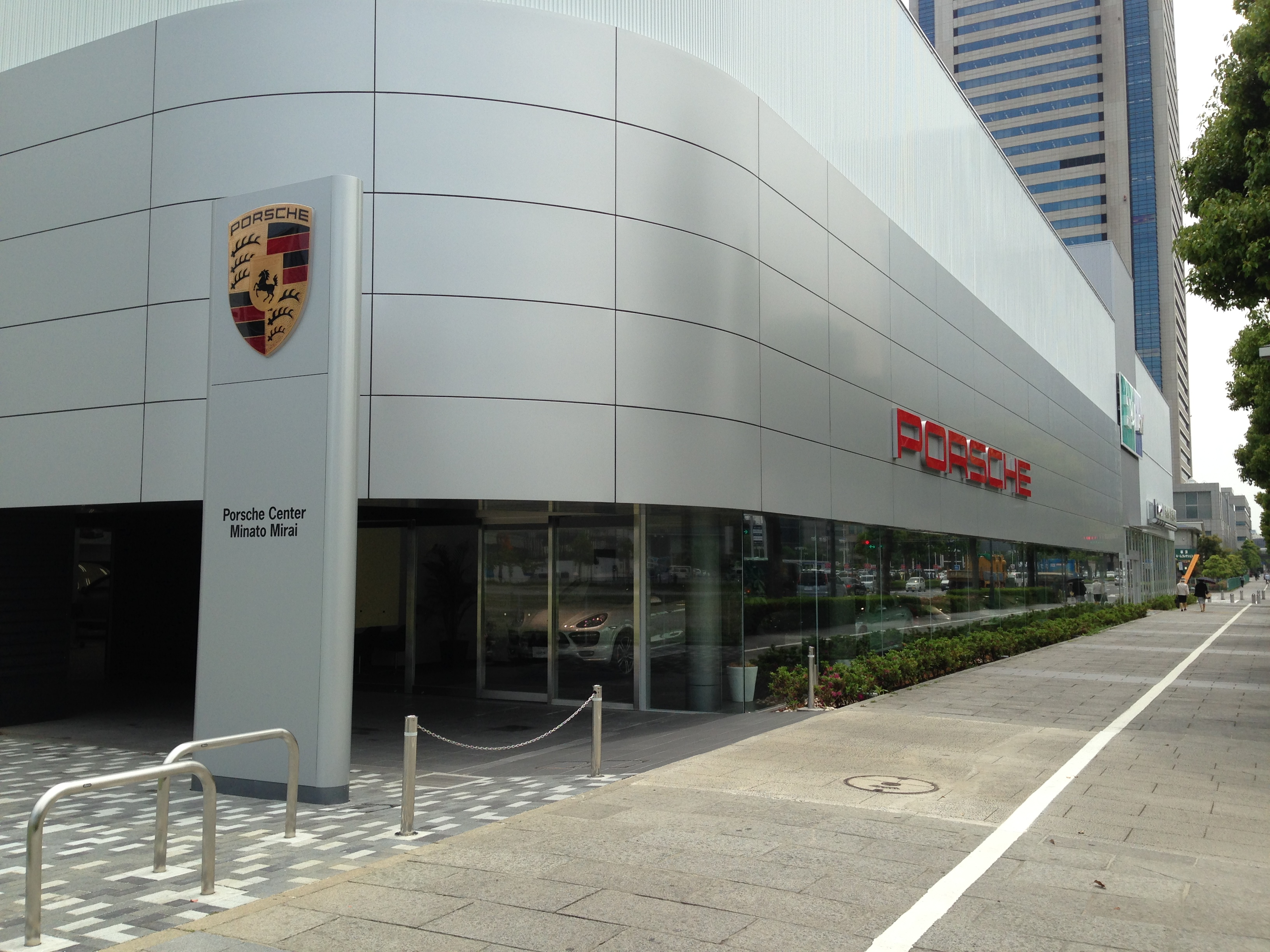
ポルシェセンターみなとみらい（2014年5月撮影）
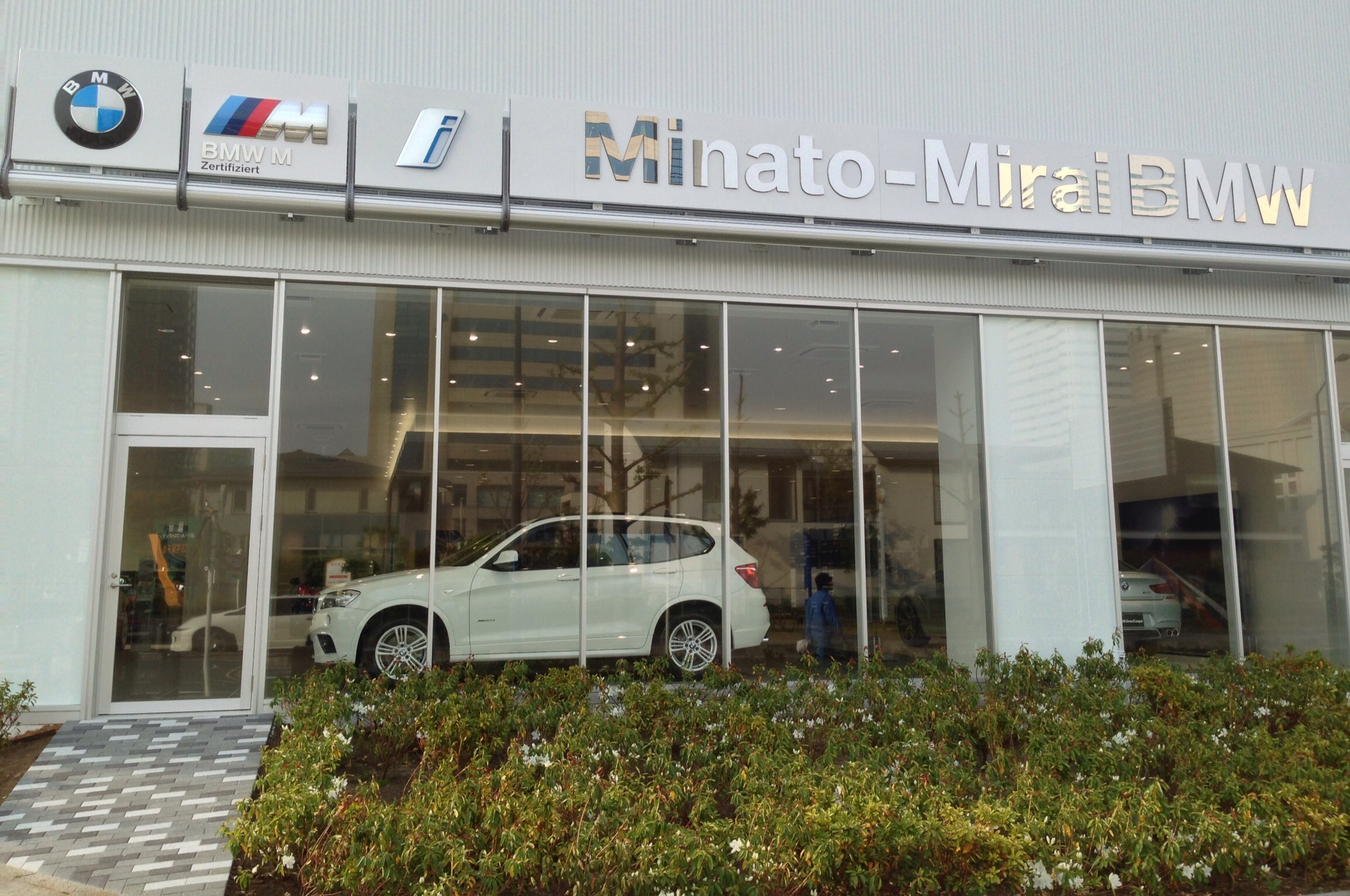
Minato-Mirai BMW（2014年4月撮影）
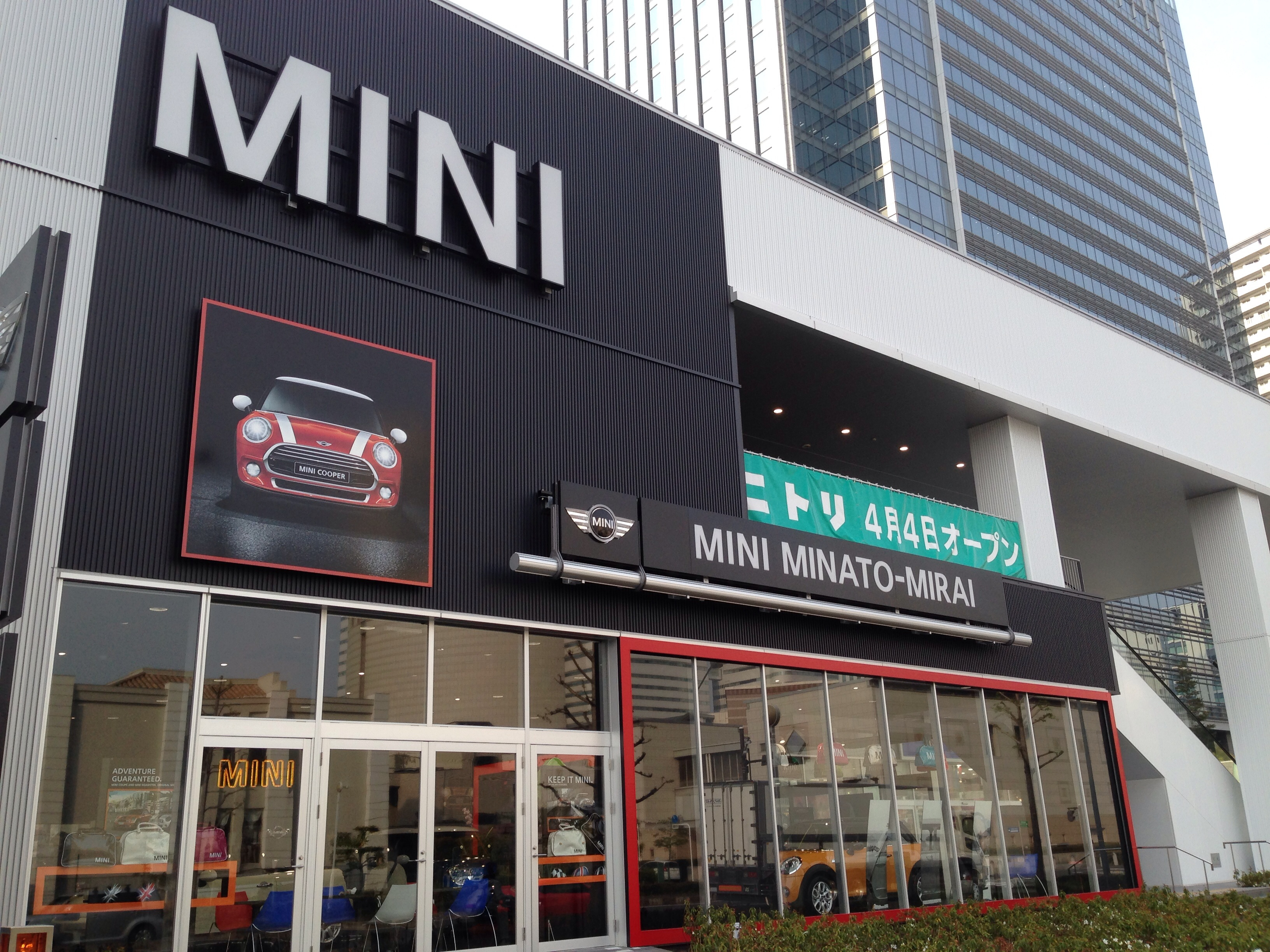
MINI みなとみらい（2014年4月撮影）

### その他の店舗
- 1F：AOKI 横浜みなとみらい店（紳士服）
- 2F：ニトリ みなとみらい店（家具・インテリア）

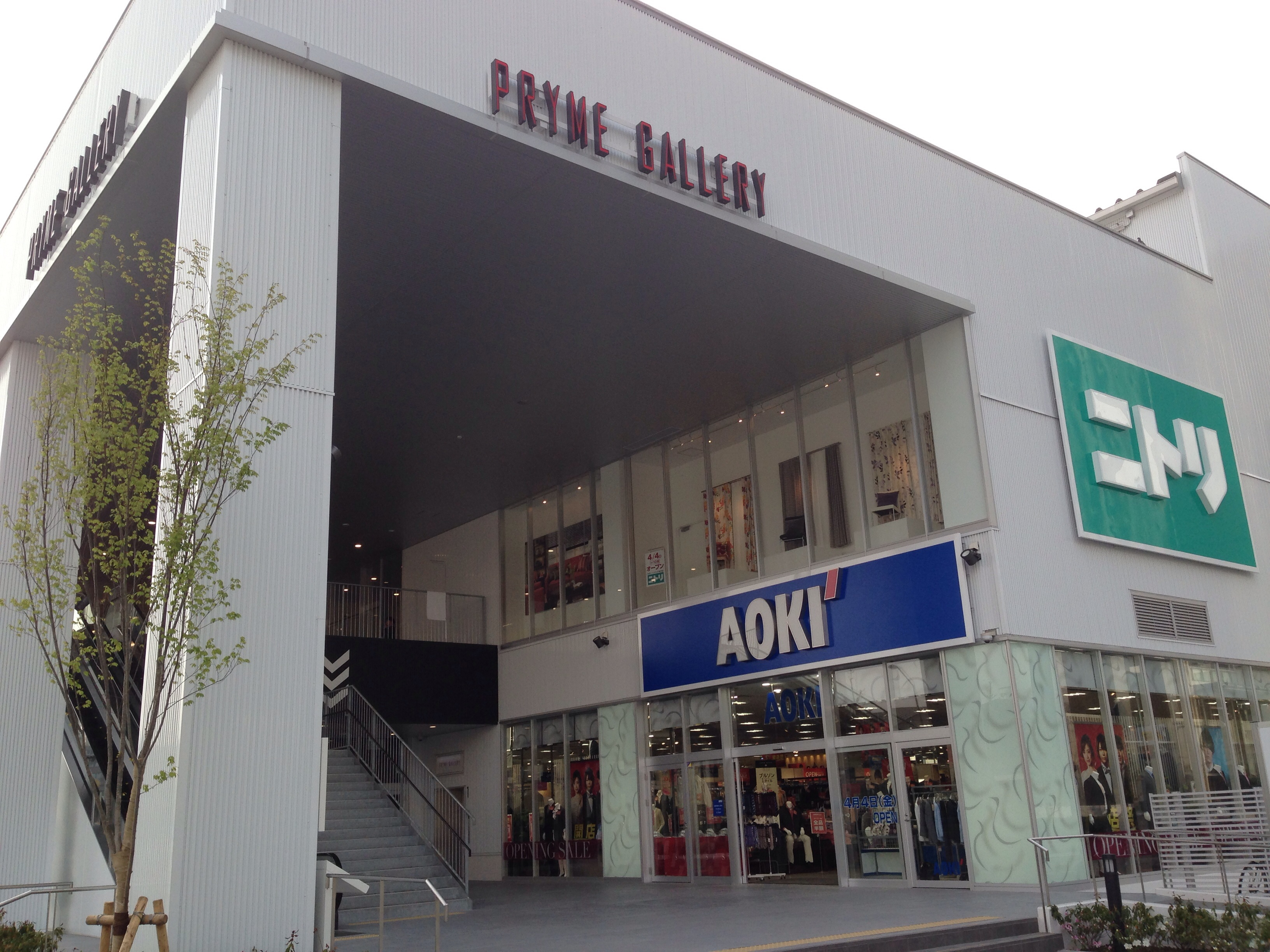
AOKI・ニトリが入っている建物東側（2014年4月撮影）
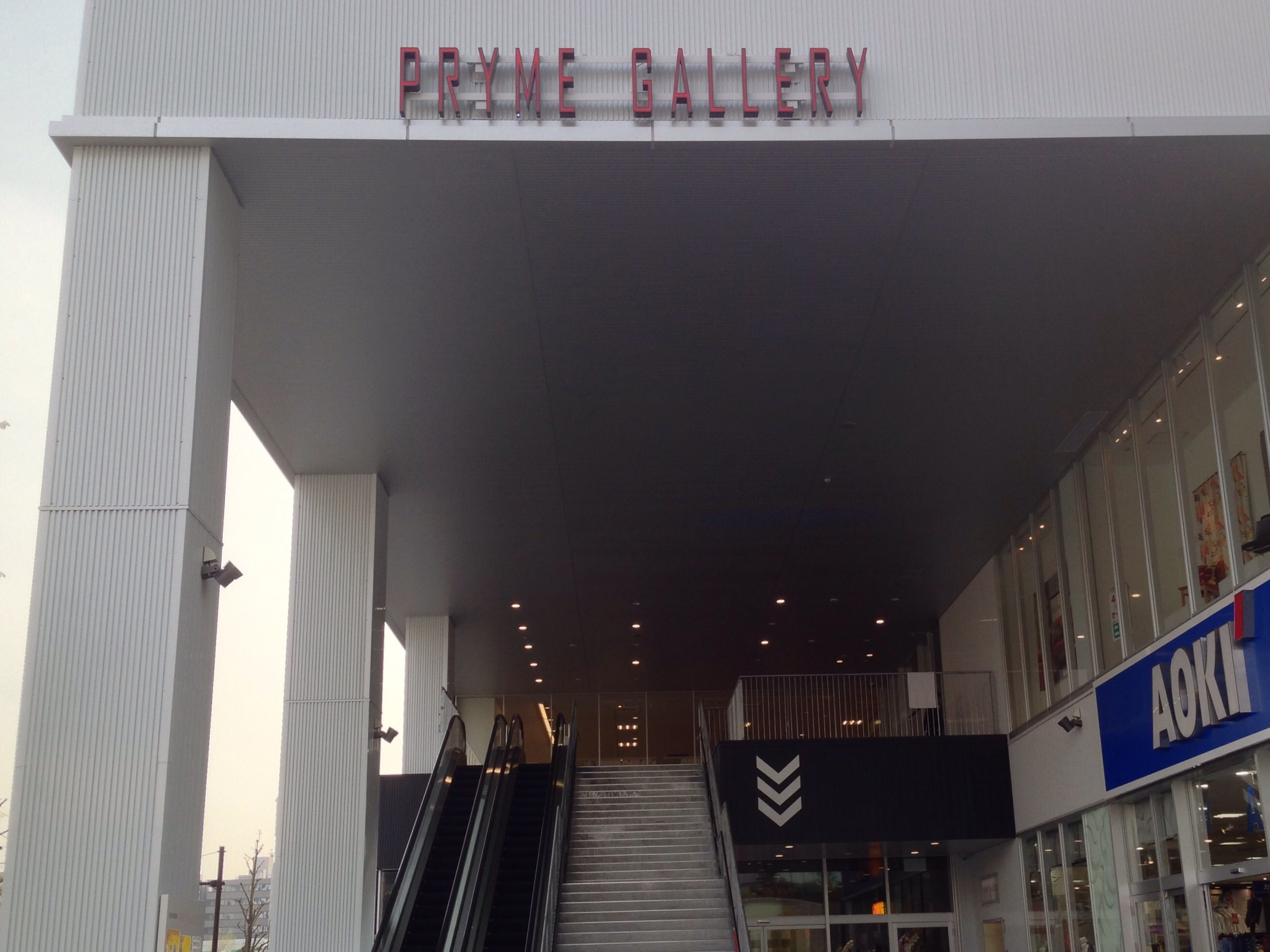
上部には“PRYME GALLERY”のロゴ

## 交通
- みなとみらい線「みなとみらい駅」（1番出口）より徒歩約5分
- みなとみらい線「新高島駅」（大通り臨港口）より徒歩約8分

## その他
みなとみらい地区の43街区には当施設だけでなく北側にも区画があり、この区画では神奈川大学が2021年4月に「みなとみらいキャンパス」を開設している。
また、当施設の開発事業者である岡田ビルは同地区の59街区（オーケー本社建設予定地の隣）でも、ホテル・集合住宅・商業店舗からなる27階建ての複合高層ビル「PRYME COAST みなとみらい」（プライムコーストみなとみらい）を建設している（2014年11月着工・2017年3月竣工）。